# Evangelische Kirche (Zaisenhausen)

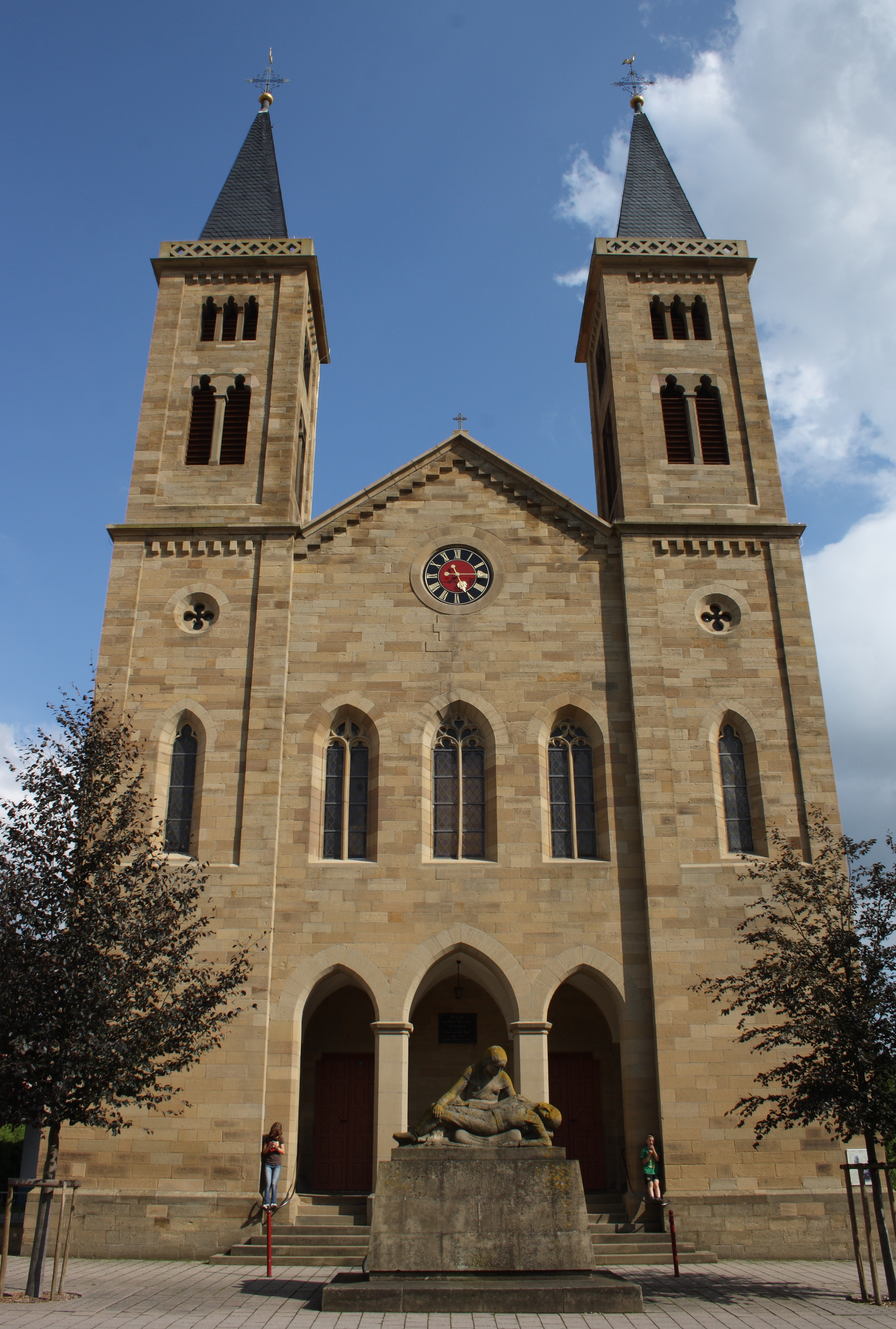
Evangelische Kirche in Zaisenhausen

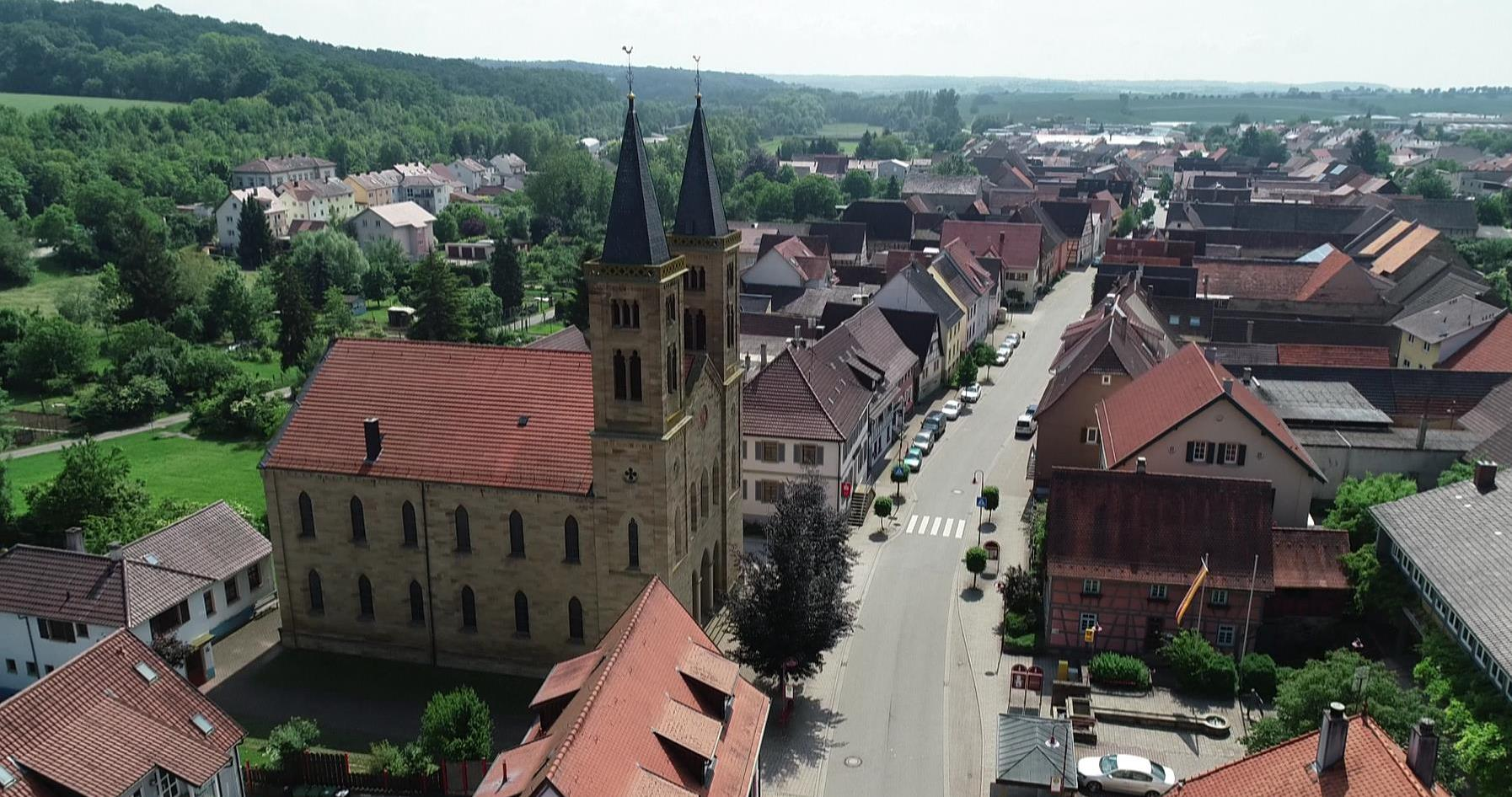
Dorfmitte mit Kirche

Die Evangelische Kirche in Zaisenhausen, einer Gemeinde im Landkreis Karlsruhe in Baden-Württemberg, wurde 1834/36 errichtet. Die Kirche, die an der Hauptstraße liegt, ist ein schützenswertes Baudenkmal.

## Geschichte

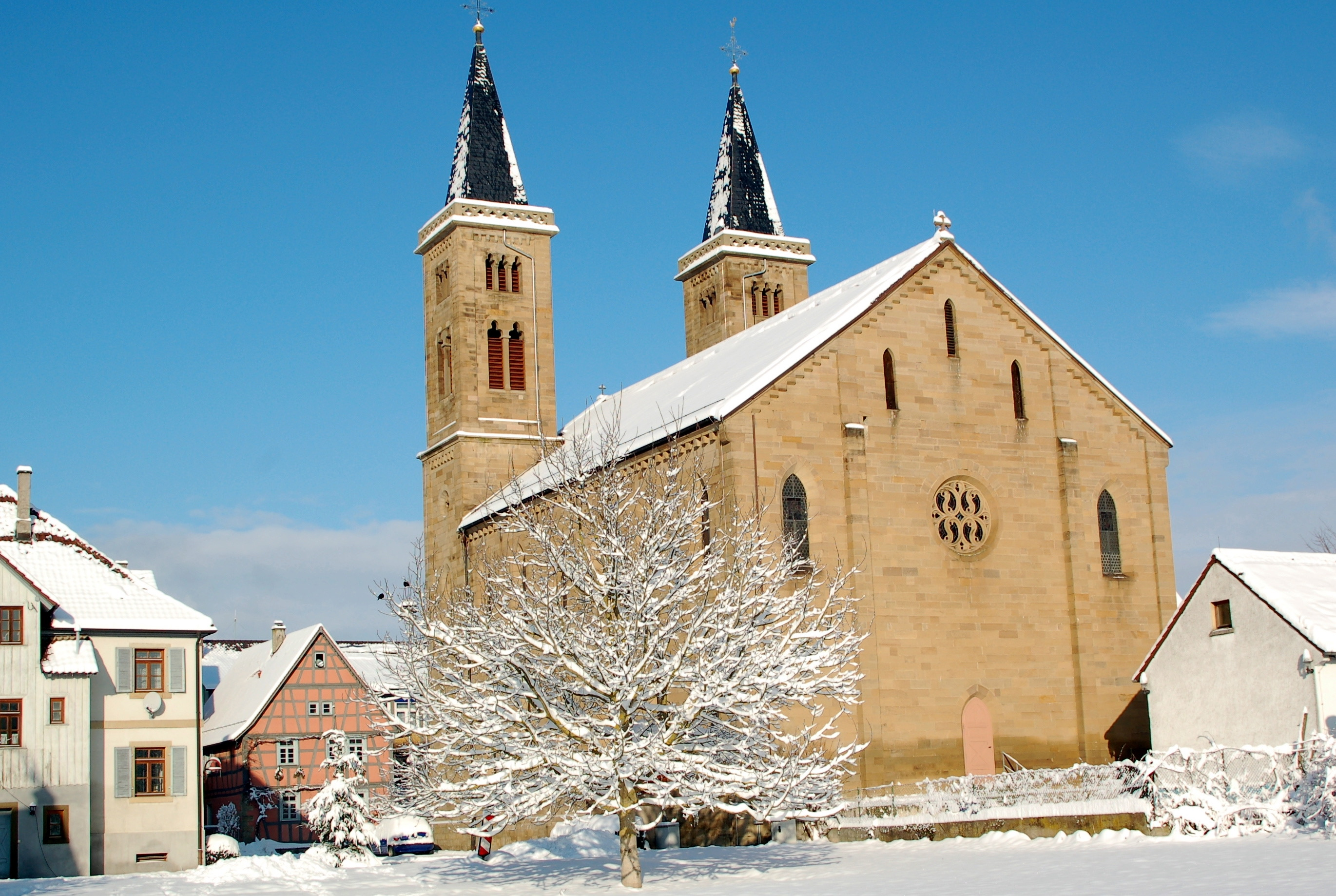
Die Kirche im Winter 2010

Die evangelische Kirche in Zaisenhausen, auch Liebfrauenkirche genannt, wurde anstelle der baufällig gewordenen alten gotischen Dorfkapelle von 1499 errichtet. Die Pläne für die Kirche stammen vom Karlsruher Oberbaurat Heinrich Hübsch, einem Weinbrenner-Schüler, der als einer der bedeutendsten Architekten seiner Zeit galt. Der größte Teil der Baukosten von rund 19.000 Gulden wurde von der Gemeinde aufgebracht, teilweise durch freiwillige Fronarbeit.
Die Kirche erhielt zwei in die Fassade integrierte Türme von je 36 Metern Höhe. Die beiden Türme sollen an die beiden Vorgängerbauten erinnern: an die Kirche zu unserer lieben Frau und an die im Jahr 1807 durch Blitzschlag zerstörte St.-Peterkirche im Gewann Hofrecht.

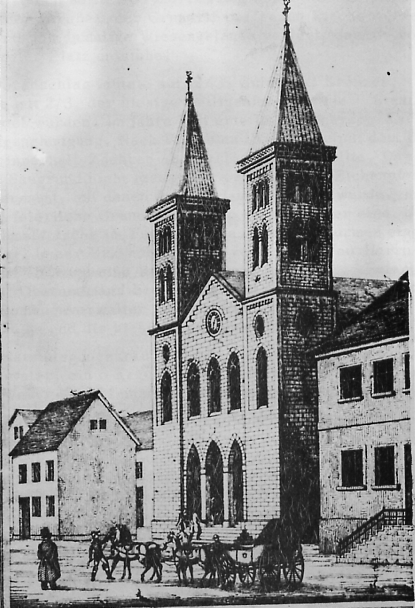
Kirche 1837 beim Besuch des badischen Großherzogs

Im Vorfeld des Neubaus hatte es eine heftige Diskussion im Dorf gegeben: Renovierung der gotischen Dorfkapelle von 1499 oder den Abriss und Neubau? Der damalige Pfarrer Hamel und der Dorfschullehrer Samuel Friedrich Sauter überzeugten schließlich die Bevölkerung durch ein Baugutachten des Bruchsaler Baumeisters Schwarz von der Notwendigkeit eines Neubaus. Die neue Kirche wurde etwas weiter in Richtung Kohlbachaue realisiert, um vor ihr einen größeren Platz zu schaffen. Außerdem wollte Heinrich Hübsch den Neubau in einer „pittoresken“ Umgebung realisieren. Da der Untergrund dort weniger tragfähig war, wurde die Kirche auf einem Fundament von 192 Eichenpfählen errichtet.
Von den Kirchen, die von Heinrich Hübsch geplant wurden, nimmt die Zaisenhäuser Kirche eine Sonderstellung ein. Während Hübsch normalerweise im Rundbogenstil baute, ist die Liebfrauenkirche in einem „frey behandelten Spitzbogenstyl“ errichtet. Grund dafür ist die Wiederverwendung von Resten der beiden Vorgängerbauten. Denn Hübsch realisierte entgegen der damaligen Bau-Mode keine verputzte Kirche. Er wollte aus Respekt vor den Vorgängerkirchen einen steinsichtigen Kirchenbau errichten. Dazu verwendete er die noch gut erhaltenen Steinteile der beiden alten Kirchen, was besonders an den gotischen Fenstergewänden über dem Kirchenportal und den Gesimsen erkennbar ist.
So schrieb Hübsch in seinem Entwurf: „… aber für ein in doppelter Hinsicht trauriges Ereignis müßte man es halten, wenn die guterhaltenenen Theile der beiden schönen mittel-alterlichen Kirchen, namentlich die Fensterverzierungen und massigen Gesimse zerschlagen in das Fundament geworfen würden, um darauf eine Kirche mit vergänglichen und demnach theuereren hölzernen Gesimsen zu errichten – mit einer verputzten angestrichenen Facade an einem Orte, in dessen Nähe sich die schönsten... Steine befinden“ (GLA 422/1868).
Der Innenraum ist dreischiffig mit umlaufenden Emporen. In der Kirche finden sich auch zwei schöne bunte Bleiglasfenster von 1499 und ein Kruzifix von 1608 aus dem gotischen Vorgängerbau. Auch eine Bronzeglocke von 1598 aus der ehemaligen Dorfkapelle ist erhalten. Die ursprüngliche Orgel stammt von Johannes Benedict Affermann aus dem Jahr 1803. Wegen anhaltender Kritik der Kirchengemeinde an dieser Orgel wurde im Jahr 1843 eine neue Orgel mit 17 Registern eingebaut, die von Anton Overmann II. geschaffen worden war. 1952 erhielt der Blasebalg einen elektrischen Antrieb, in den 1970er Jahren wurden die originalen Orgelpfeifen aus Zinkblech durch solche aus Zinn ersetzt und im Jahr 1999 wurde die Orgel neu intoniert.
Eine weitere Besonderheit ist der originale und selten anzutreffende Kanzelstuhl, eine Mischung von Sakristei und Kanzel. Durch eine Außentür an der Hinterseite der Kirche kann der Pfarrer so direkt in den Kanzelstuhl gelangen, ohne die Kirche durchqueren zu müssen.
Besonders erwähnenswert ist auch die von Heinrich Hübsch neu entwickelte Konstruktion des Dachstuhls, die er ausführlich beschrieben hat. Diese verringerte den Druck auf die Außenwände und sparte außerdem rund ein Drittel Holz gegenüber den damals üblichen Konstruktionen. Erstmals hatte Hübsch diese Konstruktion in der wesentlich kleineren Kirche von Mühlhausen, einem Ortsteil von Tiefenbronn im Enzkreis angewendet.
Im Jahr 1939 wurde die Kirche anlässlich der 100-Jahr-Feier innen renoviert. Im Jahr 2009 erfolgte eine weitere Renovierung, die knapp 400.000 € kostete. Die steinsichtige Fassade wurde instand gesetzt, das Dach des Kirchengebäudes und die beiden Türme wurden neu gedeckt. Die Kirchenuhr erhielt ein neues Zifferblatt.

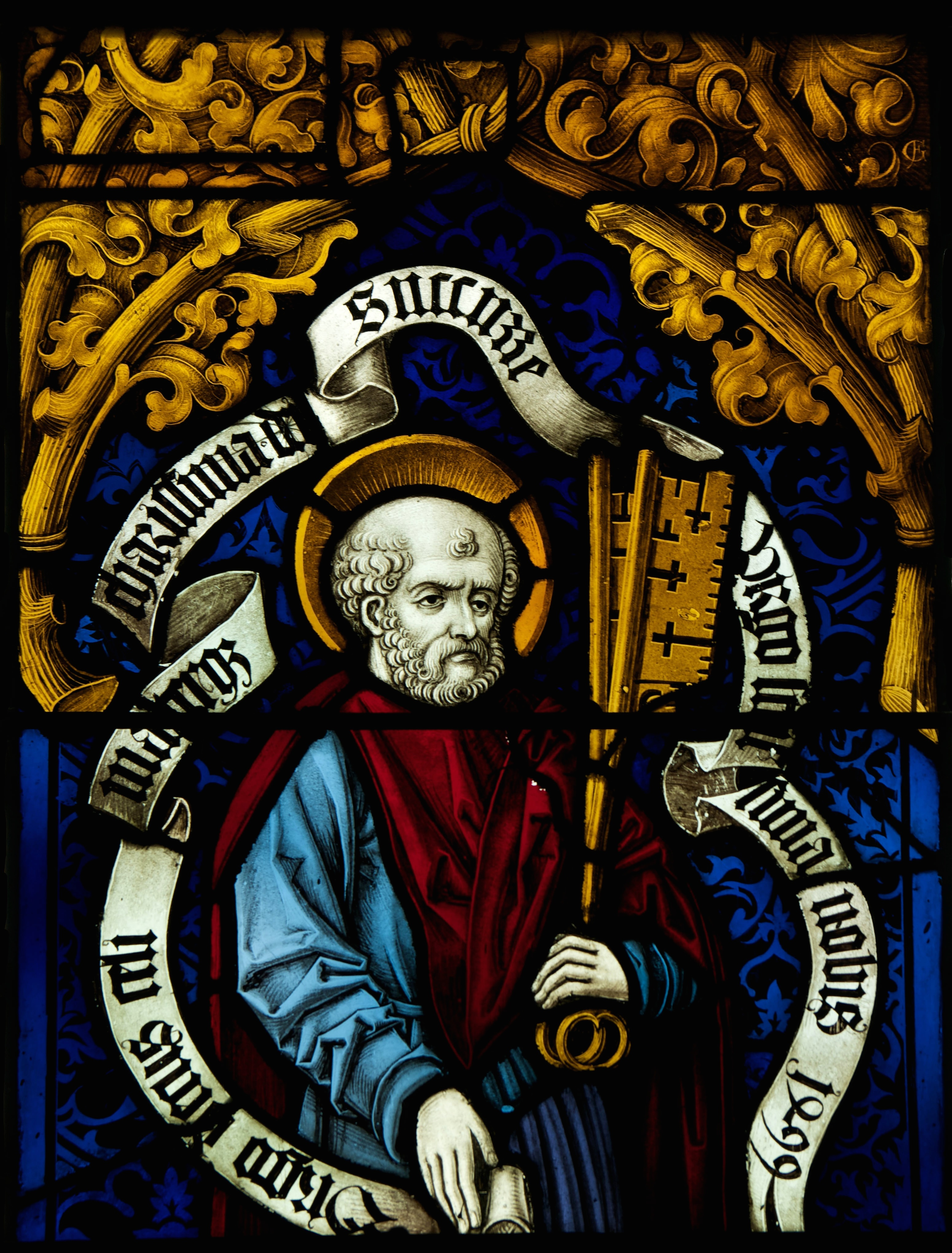
Linkes Bleiglasfenster:  Heiliger Petrus
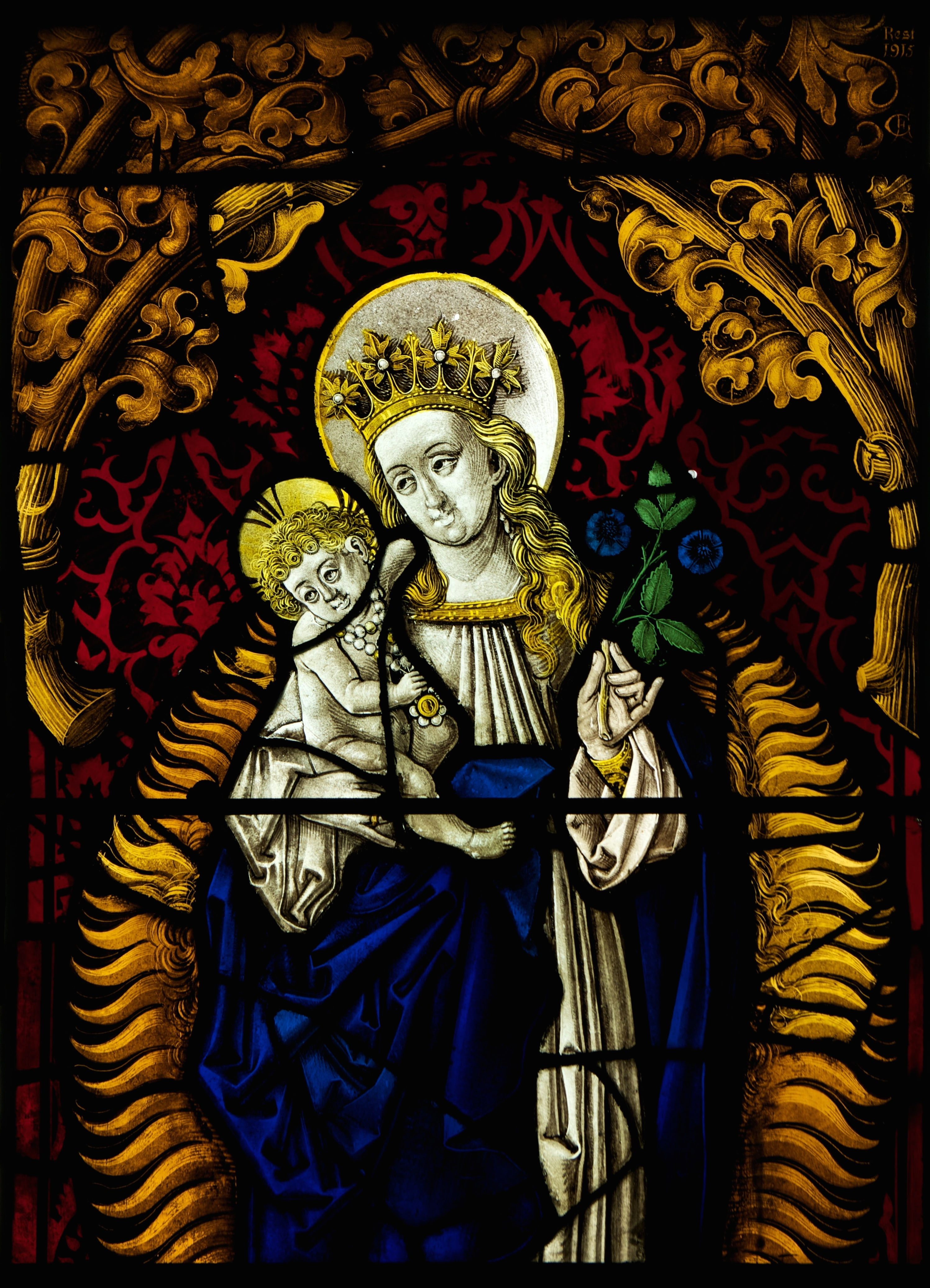
Rechtes Bleiglasfenster: Madonna im Strahlenkranz
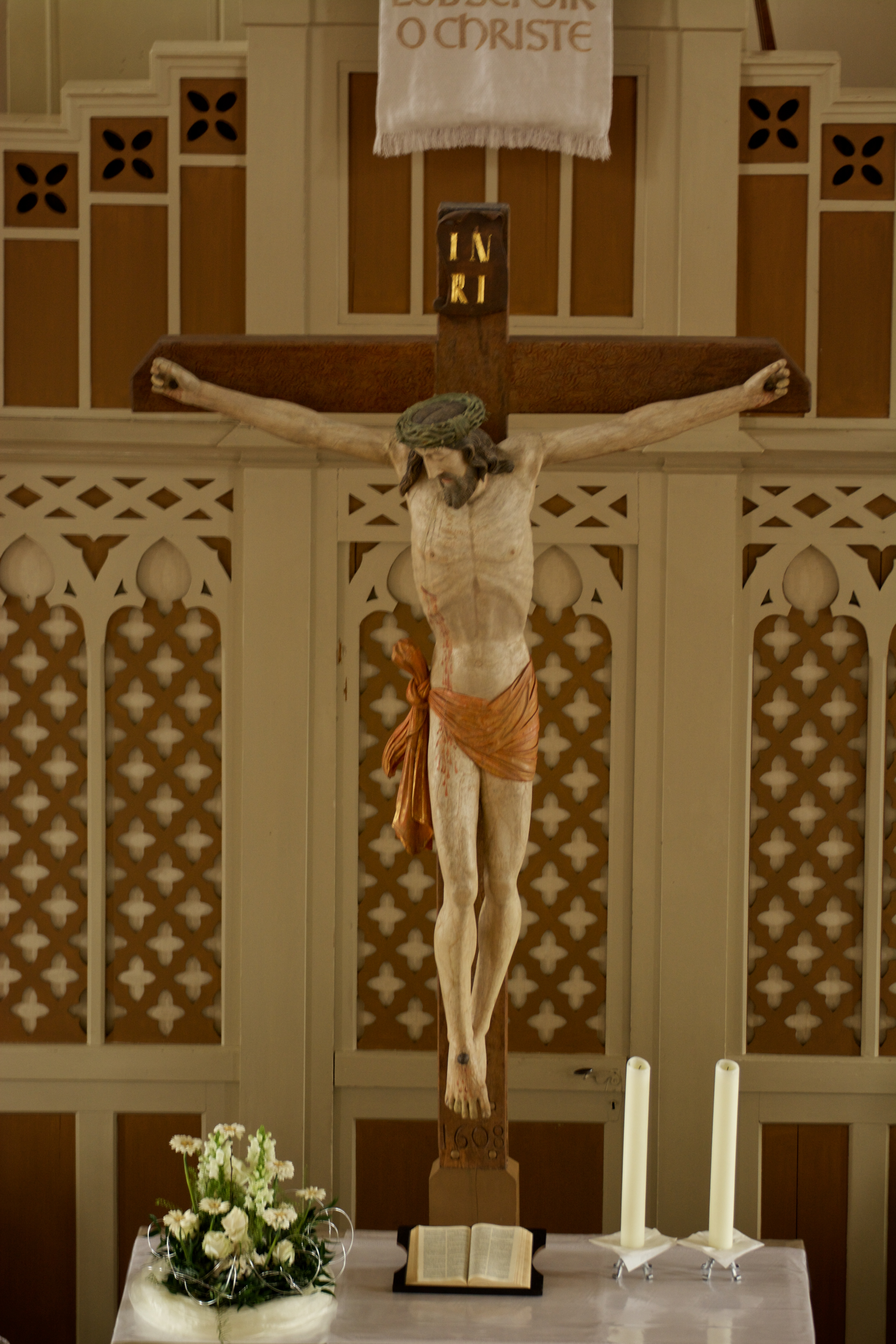
Kruzifix von 1608